# محمد عمران (اقتصادي)
محمد عمران عين رئيس للبورصة المصرية في 21 سبتمبر 2011 خلفا للاستاذ/محمد سليمان عبد السلام، وقد شغل من قبل منصب نائب رئيس البورصة في الفترة من 2006 وحتى 2010، كما شغل أيضا منصب نائب رئيس الشركة القابضة للتأمين لشؤون العمليات. وهو أستاذ التمويل بكلية التجارة والتكنولوجيا بالأكاديمية العربية للعلوم والتكنولوجيا.